# Gimnofóbia
A gimnofóbia a meztelenségtől való félelem.
Ebben a fóbiában szenvedő kerül minden olyan helyzetet, ahol neki, vagy másnak le kell vetkőznie. Ők maguk nem fürdenek nyilvános helyeken, nem öltöznek át mások jelenlétében és saját szexualitásuk irányában is szégyenérzetet táplálnak. Mindennel, ami a testhez, nemiséghez kapcsolódik, negatív érzeteket társítanak. Ha a gimnofóbia kontrollálhatatlan mértéket ölt, vagy ha jelentősen befolyásolja a mindennapi életet, akkor szorongásos zavarnak is tekinthető.
Kísérő tünetei: szabálytalan szívverés, vérnyomásproblémák, ingerültség, légzéskimaradás, hányinger, erőteljes izzadás, iszonyodás és undor stb. de a szimptómák egyénenként nagy eltérést mutatnak.
Ez a fóbia szexuális életüket is negatívan érinti, mivel a félelem erőssége meggátolja őket abban, hogy a szexuális intimitást átéljék és élvezzék.

## Kezelés
Más fóbiákhoz hasonlóan ez sem kezelhető gyorsan. A félelem felismerése és tudatosítása után, az érintettnek meg kell tanulnia ezen a problémán túllépni és rádöbbennie arra, hogy a meztelenségben nincs szégyellnivaló.
Az érintettek esetében már annak puszta gondolata, hogy valaki meztelenül látja őket vagy ők más személyeket meztelenül látnak, tudat alatt erőteljes rettegést és szégyenérzetet, rosszabb esetben agressziót vált ki belőlük.

## Kiváltó okok
Más fóbiákkal ellentétben a gimnofóbia egyik kiváltó oka a saját testről alkotott negatív séma, saját testének elutasítása (pl. szülés után megváltozott testalkat), korábbi sérülések, műtétnyomok, stb., illetve korábbi kellemetlen tapasztalatok, melyből adódóan az érintettek igyekeznek elkerülni azokat a helyzeteket, hogy meztelenül mutatkozzanak, vagy másokat meztelenül lássanak. 
Másik kiváltó ok lehet egy már átélt kellemetlen élmény, melyet az illető meztelenül, vagy meztelen emberek társaságában élt át, amit értelemszerűen traumatikus élményként blokkol magában. Ezért a későbbiek folyamán a meztelenséghez szégyenérzetet, elutasítást és szorongást társít. Ebből kifolyólag a gimnofóbia – az átélt érzelmi traumával szemben – önvédelmi mechanizmusként aktiválódott, amely önvédelmi mechanizmus rosszabb esetben agresszióba is átmehet.